# Erich von Manstein
Erich von Manstein, nato Fritz Erich Georg Eduard von Lewinski (Berlino, 24 novembre 1887 – Icking, 9 giugno 1973), è stato un generale tedesco.
Proveniente da una famiglia di antiche tradizioni militari, si distinse in compiti di stato maggiore all'inizio della seconda guerra mondiale, prima di assumere il comando sul campo nel corso della lunga campagna sul Fronte orientale.
Ufficiale estremamente preparato tecnicamente, dotato di grandi capacità strategiche, diede prova delle sue qualità sia nella guerra con mezzi corazzati, sia nella guerra d'assedio, sia nella guerra manovrata offensiva e difensiva nelle grandi battaglie del fronte dell'est. Dalla forte personalità, non privo di vanità ed egocentrismo, mostrò superiori doti di comando e riuscì in numerose circostanze a ristabilire, grazie alla sua capacità di manovra e alla sua perspicacia operativa, una situazione di equilibrio sul campo per l'esercito tedesco. Entrò in contrasto in numerose occasioni con Adolf Hitler su questioni strategico-operative e venne infine destituito dal suo comando il 30 marzo 1944.
Promosso feldmaresciallo il 1º luglio 1942 dopo la grande vittoria a Sebastopoli, è stato ritenuto dai suoi colleghi dell'esercito tedesco e da molti critici militari, uno dei più abili strateghi della seconda guerra mondiale.
In anni più recenti tuttavia von Manstein è stato sottoposto a critiche per la sua chiara adesione all'ideologia nazista e per la sua condivisione del comportamento dei tedeschi nei confronti delle etnie slave ritenute inferiori e degli ebrei. Il feldmaresciallo è stato criticato anche dal punto di vista delle capacità militari per la sua mancanza di comprensione delle implicazioni della politica nella condotta della guerra e per la sua limitatezza di vedute anche in campo strategico.

## Biografia
Nato (decimo figlio) nel 1887 con il cognome di von Lewinskij, alla morte dei genitori fu adottato dalla famiglia di suo zio von Manstein, appartenente, come la famiglia d'origine, all'aristocrazia prussiana.
Fu paggio presso la corte imperiale, dopo gli studi compiuti a Strasburgo (allora territorio tedesco), e poco dopo entrò nel corpo cadetti, dapprima a Plön e poi a Berlino; il 6 aprile 1906 entrò come alfiere (tedesco: Fahnenjünker) nel 3º Reggimento della Guardia a piedi. Leutnant (sottotenente) nell'ottobre 1907, aiutante di battaglione nel luglio 1911, Oberleutnant (tenente) nel giugno del 1914

### Prima guerra mondiale e primo dopoguerra
Nell'agosto del 1914, alla vigilia dello scoppio della prima guerra mondiale fu trasferito al 2º Reggimento della Guardia a piedi, con il quale prese parte all'invasione del Belgio ed alla prima battaglia della Marna.
Gravemente ferito in novembre sul fronte orientale, fu successivamente destinato ad incarichi di stato maggiore, venendo assegnato, il 17 giugno 1915, a quello del gruppo d'armate Gallwitz, operante in Polonia e Serbia. Il 19 agosto passò con lo stesso incarico a quello della 1ª Armata sul fronte della Somme. Nel 1917 ritornò sul fronte orientale, come addetto alle operazioni della 4ª divisione di cavalleria in Curlandia, incarico poi ricoperto anche presso la 213ª Divisione d'assalto sul fronte occidentale, presso la quale rimase fino al termine della guerra.
Al termine del conflitto trascorse due anni, dapprima presso lo stato maggiore generale del Grenzschutz Ost (Comando territoriale della frontiera orientale), a Breslavia, quindi presso lo stato maggiore del generale von Lossberg a Berlino e Kassel.
Nel 1921 ricevette il primo comando, presso una compagnia del 5º Reggimento di fanteria, ad Angermünde, in Pomerania, incarico che lasciò nel 1923 per entrare negli stati maggiori del I, II, e IV Wehrkreis, prima di passare, nel 1929, nel reparto operazioni del Truppenamt e poco dopo del rinnovato stato maggiore generale della Reichswehr.
Nell'ottobre 1932, in qualità di Oberstleutnant (tenente colonnello), ebbe il comando del battaglione Jäger del 4º Reggimento di fanteria di stanza a Kolberg, che lasciò due anni dopo per assumere dapprima l'incarico di capo di stato maggiore del generale von Witzleben, presso il III Wehrkreis a Berlino, quindi quello di capo ufficio operazioni presso lo stato maggiore generale.

### Seconda guerra mondiale
Promosso Generalmajor (generale di brigata) il 1º ottobre 1936, passò dopo pochi giorni alle dipendenze dirette del generale Beck con l'incarico di vice capo di stato maggiore (Oberquartiermeister I) dell'Alto comando dell'Esercito (OKH).
A seguito dello scandalo Fritsch-Blomberg, nel 1938 von Manstein fu allontanato dai suoi incarichi presso lo Stato maggiore dell'Esercito, per essere assegnato a nuovi incarichi operativi. Gli venne dapprima assegnato il comando della 18ª Divisione di fanteria, poi divenne capo di stato maggiore del generale von Leeb. Il 1º aprile 1939 venne promosso Generalleutnant (tenente generale) assumendo quindi l'incarico di capo di stato maggiore del Gruppo d'armate 'A', nel settore meridionale dello schieramento tedesco sul fronte polacco, al comando di Gerd von Rundstedt. Mantenne tale incarico per tutta la durata della campagna di Polonia, per passare, il 23 ottobre 1939, sul fronte occidentale, sempre come capo di stato maggiore di von Rundstedt, assumendo poi il comando del 38º Corpo di fanteria durante la campagna di Francia, fra il maggio e il giugno del 1940.
Il piano finale per l'invasione della Francia (in sostituzione del "piano giallo" o "Fall Gelb", variante ridotta a obiettivi limitati del vecchio piano Schlieffen della prima guerra mondiale) fu sostanzialmente ideato da lui, mentre era ancora al servizio di von Rundstedt. Il piano, denominato "Sichelschnitt" (colpo di falce), pianificato nel dettaglio dall'OKH del generale Franz Halder e con importanti contributi del generale Heinz Guderian (esperto di truppe corazzate) e dello stesso Adolf Hitler, si sarebbe rivelato fondamentale per la vittoria tedesca del 1940 e avrebbe portato alla clamorosa caduta della Francia in circa un mese.

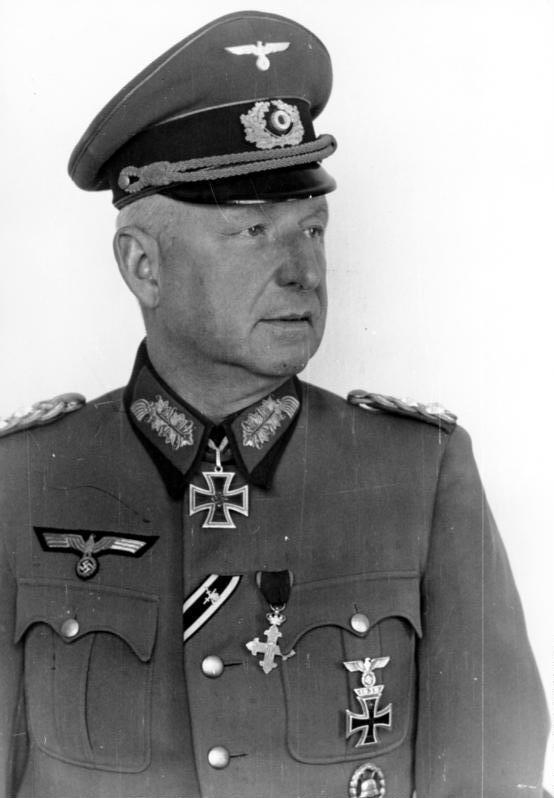
Il feldmaresciallo von Manstein.

Ritenuto, negli ambienti dell'Esercito tedesco, il principale astro nascente degli ufficiali di stato maggiore e grande esperto di guerra corazzata, godendo inoltre di una reputazione intellettuale, von Manstein, durante l'operazione Barbarossa assunse il comando del 56º Panzerkorps, al comando del quale avanzò di 330 chilometri in soli quattro giorni, durante la campagna del Baltico e nelle battaglie di Dvinsk e del lago Il'men', prima di puntare a sud verso la zona di Staraja Russa, Demjansk e Toržok.
Nel settembre del 1941 assunse il comando dell'XI Armata (facente parte del Gruppo d'armate Sud di von Rundstedt), con cui conquistò la Crimea. La conquista di Sebastopoli nel luglio 1942 gli valse il grado di Feldmaresciallo del Reich.
Sempre al comando dell'XI Armata fu trasferito a nord, nel settore di Leningrado, contribuendo, in settembre, all'annientamento della 2ª Armata sovietica. In novembre assunse il comando del Gruppo d'armate Don (in seguito rinominato Gruppo d'armate Sud) operante intorno a Stalingrado. Il feldmaresciallo, nonostante tutti i suoi sforzi non riuscì a salvare la 6ª Armata. Provò fin dall'inizio a convincere Hitler ad autorizzarlo a rompere l'accerchiamento dell'Armata Rossa, congiungendosi ad Est con la 6ª Armata di Paulus, esortando quest'ultimo a lanciare un attacco ad ovest. La mancanza di intraprendenza dello stesso Paulus e la testardaggine di Hitler, che si ostinava ad ordinare di tenere la "fortezza Stalingrado" ad ogni costo, resero vani gli sforzi di Von Manstein, che dovette alla fine ripiegare per evitare un disastro ancor maggiore.
Dopo la resa di Paulus, nel marzo 1943 von Manstein riuscì ad evitare il collasso del settore meridionale del fronte orientale, scatenando l'attacco tedesco intorno a Char'kov e ottenendo una vittoria tattica, bloccando l'offensiva sovietica invernale, infliggendo dure perdite al nemico e stabilizzando finalmente il fronte. Questa notevole dimostrazione di abilità di manovra e di uso delle truppe corazzate, ristabilì in parte il prestigio tedesco e per un momento sembrò ridare l'iniziativa alla Wehrmacht. Peraltro dal punto di vista strategico la controffensiva non ottenne un risultato decisivo, non riuscendo a schiacciare il saliente di Kursk, in ragione del progressivo peggioramento delle condizioni del terreno (inizio del disgelo primaverile), dell'esaurimento delle forze tedesche e dell'arrivo di potenti riserve sovietiche frettolosamente dirottate da Stalin a sud di Kursk (1.Armata corazzata proveniente da Demjansk e 21. e 64. Armata del vecchio fronte di Stalingrado di Rokossovskij).
Teorico della guerra di movimento, cadde in disgrazia presso Hitler quando le operazioni militari sul fronte russo lo convinsero a chiedere al Führer l'applicazione della "difesa fluida", come von Manstein la definì, da opporre alla controffensiva dell'Armata Rossa.
Dal marzo 1944 non prese più parte al conflitto trascorrendo gli ultimi anni di guerra nella riserva ufficiali.

### Secondo dopoguerra
Arresosi alle forze britanniche nel maggio del 1945, in ottobre fu imprigionato nel Palazzo di Giustizia di Norimberga assieme ad alti esponenti del regime nazista. Qui scrisse una memoria difensiva di 132 pagine che sosteneva la tesi della fondamentale estraneità della Wehrmacht ai crimini dell'Olocausto e la non aderenza nei limiti dell'obbedienza militare alle richieste di Hitler che confliggevano con i diritti dei prigionieri di guerra e delle popolazioni di territori occupati. Diverse sue affermazioni, quali ad esempio di non conoscere dettagli delle uccisioni dei commissari politici sovietici dovute all'Ordine del commissario del 6 giugno 1941 e di civili ebrei, furono smentite. Ciononostante nel settembre 1946 lo Stato maggiore e l'OKW vennero dichiarate organizzazioni non criminali.
Dopo la sua testimonianza fu trasferito al "Campo speciale XI" a Bridgend. Sottoposto a processo per 17 capi d'accusa, fu giudicato colpevole di 9 di essi e condannato a 18 anni di reclusione da un tribunale militare britannico nell'agosto del 1949, scontandone soltanto quattro. Nel 1953 fu rilasciato e, su richiesta del cancelliere Adenauer, a partire dal 1956 prestò servizio come consulente nell'organizzazione della Bundeswehr, ritirandosi infine a vita privata.

## Critiche
Dal punto di vista delle qualità militari, von Manstein fu considerato dallo storico militare inglese Correlli Barnett uno dei massimi strateghi e tattici della seconda guerra mondiale.
Secondo altri studi commise invece alcuni chiari errori di valutazione: sia a Stalingrado (dove manifestò inizialmente un ottimismo eccessivo, supportò Hitler nella decisione di non ritirare la 6ª Armata e sottovalutò le difficoltà e la forza del nemico), sia dopo Kharkov (dove sopravvalutò l'entità della sua vittoria fino a trasformarla, anche nelle sue memorie, in un successo potenzialmente decisivo rovinato dalle tergiversazioni di Hitler); sia a Kursk (dove, non valutando correttamente l'entità delle riserve sovietiche ancora disponibili, propose di proseguire l'inutile Operazione Cittadella); sia nell'inverno 1944, quando venne sorpreso dalla gigantesca e imprevista avanzata dei marescialli Ivan Konev e Georgij Žukov, dal Dnepr ai Carpazi, nonostante il terreno inondato dal fango del disgelo) con conseguente accerchiamento della maggior parte del suo gruppo d'armate nella sacca di Kamenec-Podol'skij. Sarebbe stato compito del suo successore, feldmaresciallo Walter Model, completare con successo i piani studiati da von Manstein per salvare le truppe accerchiate.
Come maggiori risultati operativi gli si riconoscono:
- per Raymond Cartier, dal punto di vista strategico, la concezione originale del piano di attacco alla Francia che rivoluzionò l'originario Fall Gelb e ottenne un risultato inatteso (anche se non fu soltanto opera sua, ma importanti contributi portarono anche Hitler, Halder e Guderian)[13];
- per Paul Carell, dal punto di vista operativo, il feldmaresciallo, con la sua enciclopedica preparazione militare, brillò sia nella "guerra lampo" (avanzata fulminea del 56º Panzerkorps all'inizio dell'operazione Barbarossa[14]), sia nella "guerra d'assedio" (conquista di Sebastopoli dopo un'accurata preparazione, l'impiego di artiglierie pesanti e l'effettuazione di operazioni combinate terrestri e navali)[15], sia nella "guerra difensiva" (campagna manovrata con efficace utilizzo delle forze corazzate del 1943-1944 sul fronte orientale, dove cedette terreno solo dopo aver inflitto ripetuti scacchi alle forze sovietiche e sempre riuscendo a mantenere aperta la sua via di ritirata, evitando così ripetutamente una catastrofe)[16].

La sua conduzione della terza battaglia di Kharkov, che rimane un brillante fatto d'armi della seconda guerra mondiale e un esempio di impiego efficace delle forze corazzate contro un nemico all'offensiva, si caratterizzò - secondo alcuni osservatori - per l'abile "guerra di movimento" dei suoi reparti corazzati, in modo da ottenere sempre la superiorità numerica e di posizione sulle varie colonne nemiche. Queste agili manovre dei panzer permisero al feldmaresciallo di ottenere una inattesa vittoria, nonostante la situazione strategica molto critica per la Germania.
Non riuscì invece a salvare la 6ª Armata del generale Paulus a Stalingrado; la situazione era probabilmente già compromessa al suo arrivo e Hitler non favorì il compito del feldmaresciallo lesinando rinforzi e intralciando la sua libertà d'azione, ma certamente von Manstein fece alcuni fondamentali errori di valutazione della situazione e sottovalutò le forze e le capacità operative dell'Armata Rossa. È stato anche criticato il suo comportamento (in parte ingannevole) con Paulus e i suoi tentativi di scaricare le inevitabili tragiche decisioni sul comandante della 6ª Armata o su Hitler.

## Opere
- Erich von Manstein, Vittorie perdute. Le memorie di guerra del miglior generale di Hitler (Verlorene Siege, 1955), traduzione di G. Oro e R. Bisso, a cura di A. Lombardi, Collana Contemporanea, Italia Storica, 2017, ISBN 978-88-94-22656-0.